# Georges Flipo
Georges Flipo est un publicitaire, écrivain et blogueur français.

## Ouvrages publiés
- Tous ensemble, mais sans plus, éditions Anne Carrière, 2012  (ISBN 978-2843376870)
- La commissaire n’a point l’esprit club, éditions de la Table ronde, 2011  (ISBN 978-2710368021)
- La commissaire n'aime point les vers, éditions de la Table ronde, 2010  (ISBN 978-2710331629)
- Le film va faire un malheur, Le Castor astral, 2009  (ISBN 978-2859207830)
- Qui comme Ulysse, éditions Anne Carrière, 2008  (ISBN 978-2843375002)
- Le Vertige des auteurs, Le Castor astral, 2007  (ISBN 978-2859206956)
- L'Étage de Dieu, Jordan Éditions, 2006
- La Diablada, éditions Anne Carrière, 2004  (ISBN 978-2843372681)

## Distinctions
- 2010 : Prix Salondulivre.net pour Le film va faire un malheur[1]
- 2009 : Prix Ozoir'elles pour Qui comme Ulysse[2]
- 2008 : Prix du Festival du premier roman de Chambéry-Savoie pour Le Vertige des auteurs[3]
- 2007 : Prix du Scribe, Place aux Nouvelles (Lauzerte) pour La Diablada[2]
- 2006 : Prix À la découverte d’un écrivain du Nord Pas-de-Calais pour L’Étage de Dieu[4]